# Fernando Nizza
Pour les articles homonymes, voir Nizza.
Donato Fernando Nizza (né à Turin en Italie le 9 avril 1884 et mort à Turin le 17 août 1945), est un joueur ainsi qu'un dirigeant de football italien.

## Biographie
On sait peu de choses sur sa carrière de joueur, mais on sait qu'il a évolué dans le club du Foot-Ball Club Juventus, souvent avec la réserve, lors de quelques saisons allant de 1903 à 1909.
Ses principaux faits d'armes furent en 1905, lorsqu'il fit partie de l'effectif juventino qui remporta son premier Scudetto, la Prima Categoria 1905, et Nizza fit également partie de la réserve qui a remporté la Seconda Categoria 1905 (à l'époque la D2 italienne, équivalent aujourd'hui de la D9).
Entre 1915 et 1918, lors de la Première Guerre mondiale, il ne joue plus officiellement au football. Fernando Nizza avec Gioacchino Armano et Sandro Zambelli font alors partie de la direction du club, s'occupant de la présidence de ce dernier.
Avec ce comité présidentiel de la première guerre mondiale, Fernando Nizza est l'un des personnages clés du premier journal destiné à la Juventus, appelé Hurrà Juventus, qui fut édité pour la première fois le 10 juin 1915 par l'éditeur et directeur général du club Corradino Corradini.